# Kościół św. Wawrzyńca w Głowaczowie
Kościół św. Wawrzyńca w Głowaczowie – kościół parafii św. Wawrzyńca w Głowaczowie, wybudowany przez księdza Stanisława Sikorskiego w latach 1956–1966 na gruzach dawnej świątyni, zniszczonej w latach 1944–1945 przez żołnierzy niemieckich podczas działań frontowych. Autorem projektu jest architekt Władysław Pieńkowski, konstrukcję opracował Jerzy Jeliński.
9 września 1956 roku bp sandomierski Jan Kanty Lorek dokonał poświęcenia kamienia węgielnego, natomiast 10 sierpnia 1965 r. bp Walenty Wójcik poświęcił krzyże na odbudowanym kościele, a 23 października 1966 r. bp Piotr Gołębiowski dokonał poświęcenia nowej świątyni.
Świątynia jest trójnawową pseudobazyliką z asymetrycznie umiejscowioną na froncie wieżą. Została zbudowana przy użyciu granitu polnego, żelbetowych prefabrykatów i cegły. Forma kościoła nawiązuje do kościołów romańskich.
Wewnątrz znajdują się sgraffitowe stacje drogi krzyżowej i witraże autorstwa Hanny Szczypińskiej. Na ścianach ponad arkadami naw bocznych umieszczono abstrakcyjne kompozycje z prostokątów z szarego i białego tynku na tle cegły, zaprojektowane przez Władysława Pieńkowskiego. Na zakończeniach naw bocznych znajdują się płaskorzeźby przedstawiające św. Wawrzyńca oraz św. Józefa, wykonane przez Annę Grocholską. W głównym ołtarzu umieszczony jest obraz Matki Bożej Wspomożycielki Wiernych, zasłaniany obrazem św. Wawrzyńca. Na chórze znajdują się 18-głosowe organy zbudowane w 1978 r. przez zakład Włodzimierza Truszczyńskiego w Warszawie-Radości. Organy posiadają tremolo.
W dzwonnicy wiszą trzy dzwony: Wawrzyniec (duży), Maryja (średni) oraz Józef (mały). Według planu dzwonnica kościoła miała być dużo wyższa, jednak jej budowa nie została dokończona ze względu na brak pieniędzy, materiałów oraz brak zgody władz PRL. Ukończenie wieży, według pierwotnego projektu, nastąpiło dopiero w 2016 r.

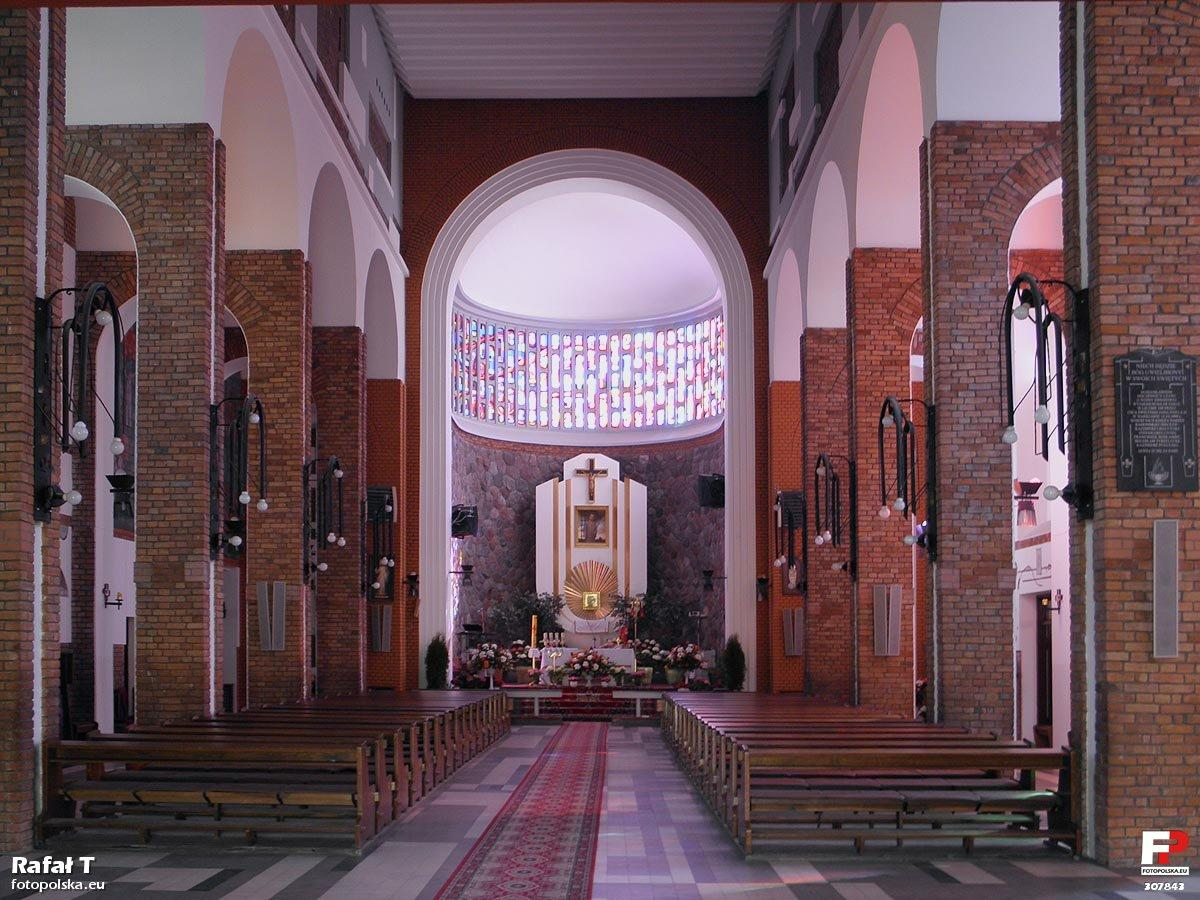
Wnętrze kościoła
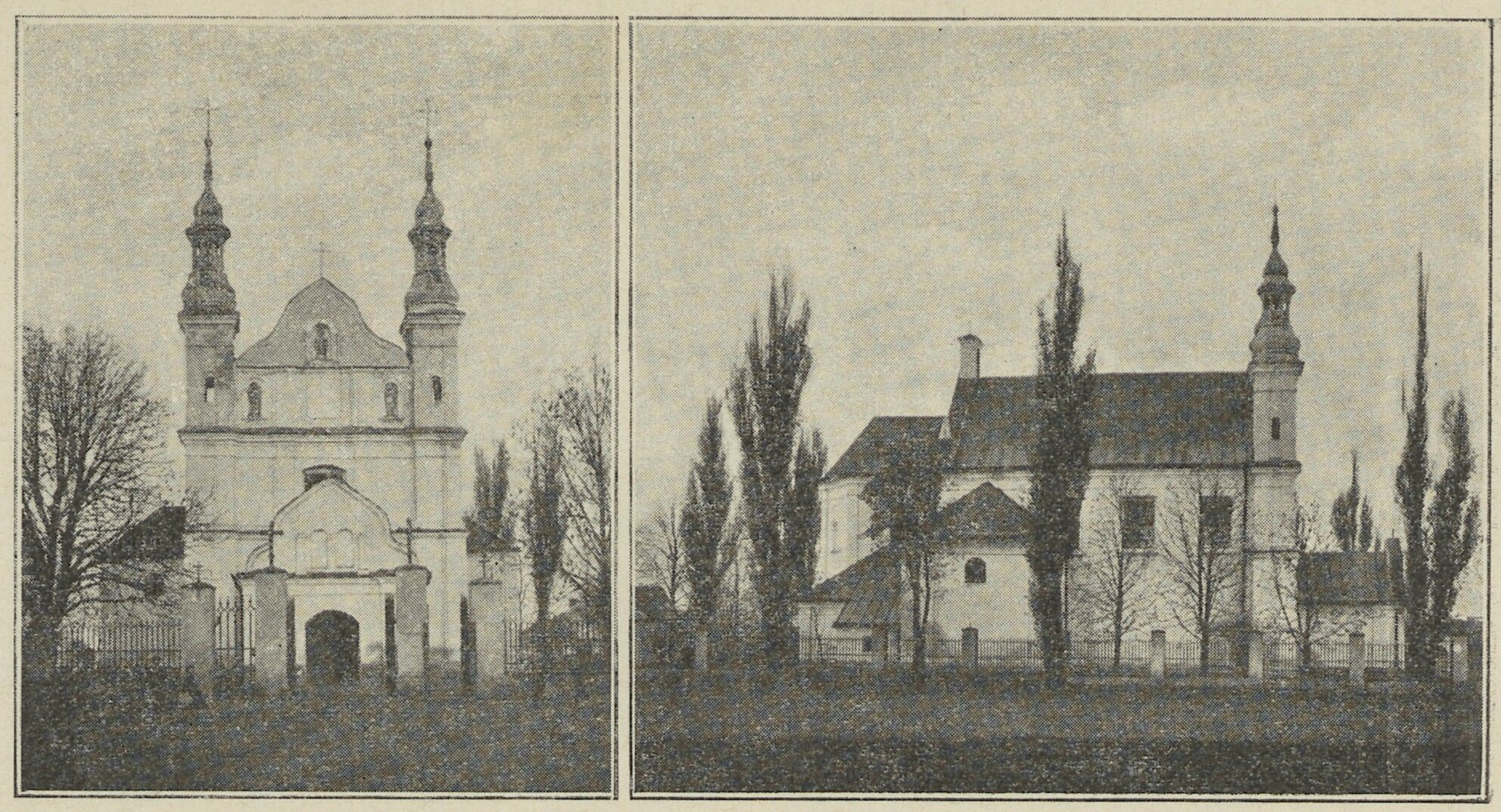
Kościół przed 1913